# Furacão 2000 - Tornado Muito Nervoso
Furacão 2000 - Tornado Muito Nervoso foi uma série de 3 álbuns com coletâneas de funk carioca gravados pela equipe da Furacão 2000.
O volume 1 foi o responsável pela explosão nacional do funk carioca.
O volume 2, segundo a empresa de pesquisas de mercado Nopem, chegou a ser o disco mais vendido em São Paulo, tendo uma vendagem de 350 mil cópias.

## Faixas

### Volume 1
01. Abertura - Furacão 2000 Tornado Muito Nervoso

02. Rock - Deusa Negra

03. Taty - Barraco 2

04. Pixadão

05. Árabe 2000

06. Push Push

07. Guaraná Furacão 2000

08. Loira Popozuda

09. Até o Chão

10. Então Tá Maneiro

11. MC Naldinho - É O Cid 2000

12. Rock - Rebole o Popozão

13. Magrinha

14. Travessa do Funk

15. Sensual

16. Preta Gostosa

17. Gordinha

18. Mão na Cintura

19. Pega na Bundinha

20. Furacão 2000 - A Equipe do Milênio

21. Coelho da Rocha

22. Popô GG

23. 728 Desce o Morrão

24. Quanto Tá o Pó

25. Quem Quer Dinheiro?

26. Formiga

27. Mãe Loira É Um Filé

28. Lindinha 2000

29. Chapeuzinho

30. Água Santa / Sassu

31. Sunday Back

32. Popozuda Então Dance com a Furacão 2000

33. Glamurosa 2000

34. Dança Popozuda

35. Fanelle - Abusada

36. Sapão - Eu Sei Cantar

37. Marcelo & Pulunga - Abra Seu Coração

38. Chumbinho & Robson - Rap Cantão / Falcão / Praça de Heliópolis

39. Xande & Diney - Tomazinho / Buraco Quente / São Mateus

40. Mafia & Biguli - Rap Belford Roxo

### Volume 2
01.Vinheta Furacão 2000	 
	
02.Lamba funk	 
	
03.Cerol na Mão (Bonde do Tigrão)	 
	
04.Um Tapinha Não Dói 
	
05.Danada	 
	
06.Pega Ladrão	 
	
07.Jonathan II	 
	
08.Dança da Motinha (MC Beth)	 
	
09.Potranca Gostosa	 
	
10.Rodadinha 
	
11.Mexe que mexe	 
	
12.Uga uga	 
	
13.Boi Parceiro	 
	
14.Popozinho P	 
	
15.Pit bicha	 
	
16.Fedido	 
	
17.Tchutchuca	 
	
18.Popozuda dos 500	 
	
19.Chachado	 
	
20.Meter a mão	 
	
21.Dança do arca íris	 
	
22.Mengão 2000	 
	
23.Vascão 2000	 
	
24.Gogo 2000	 

### Volume 3
01. Vinheta - Furacão 2000 Tornado É O Bicho

02. Bonde do Vinho - I Feel Vinho

03. Alexandre - Jones 2000

04. Bobô - Som Pesado

05. Cabo - Dança da Tartaruga

06. Alexandre - Mestre 2

07. Rock - Catita 2

08. Andrew e Rose - Me Beija na Boca

09. Bobô - Tigresa

10. Andrew e Rose - Clube das Mulheres

11. Vinheta - Furacão 2000 Tornado É O Bicho(2)

12. Bobô - Bonde do Tri

13. Marquinhos - Preparado

14. Dentinho - La Potranca

15. Bobô - Cuecas de Plantão

16. Andrew e Rose - Petrukio 2

17. Cabo - Purpurinada

18. Dennis DJ - Comboio Medley